# Karl Young
Karl Young (* 2. November 1879 in Clinton, Iowa; † 17. November 1943 in New Haven, Connecticut) war ein US-amerikanischer Theaterwissenschaftler, Mediävist und Universitätsprofessor.

## Leben
Sein Vater war Jurist und der Großvater kalvinistischer Pfarrer. Karl Young wuchs in Ypsilanti, Michigan auf und studierte zunächst an der University of Michigan. Sein Magisterabschluss (1902) und die Promotion (1907) folgten an der Harvard University. Zwischen den Abschlüssen unterrichtete er zwei Jahre Lang an der United States Naval Academy, kehrte danach zum Abschluss der Promotion nach Harvard zurück. Die Chaucer Society veröffentlichte 1908 seine Dissertation über Troilus und Cressida. Young unterrichtete von 1908 bis 1923 an der University of Wisconsin–Madison. Der Höhepunkt seiner Karriere waren die zwei Jahrzehnte als Professor an der Yale University (1923–1943). 1933 wurde er Mitglied der American Academy of Arts and Sciences. 1940 brachte seine Wahl zum Präsidenten der Modern Language Association; mehrere Ehrendoktorate folgten und der Gollancz Memorial Prize im Jahr 1941.
Youngs Forschung beschäftigte sich seit der Veröffentlichung eines Aufsatzes 1908 zunehmend mit dem, was er liturgisches Drama nannte. Er baute den Begriff, der in der deutschsprachigen Theaterwissenschaft nie vorbehaltlos angenommen wurde, auf Vorarbeiten von Charles Magnin auf. Magnin und nach ihm Léon Gautier meinten, das moderne europäische Theater sei aus dem Messritus hervorgegangen, vor allem aus dem Quem-quaeritis-Tropus. Die These erreichte durch Youngs zweibändiges Lebenswerk, The Drama of the Medieval Church (1933), ein weites englischsprachiges Publikum. Es wurde mehrfach nachgedruckt und in vielen Vorlesungen zur Pflichtlektüre.
Spätere Generationen stellten in Frage, ob das abendländische Theater aus der Messfeier stamme, weil die liturgische Kultur des Mittelalters vielfältig und abwechslungsreich war: Das liturgische Spiel war in der Messfeier subsumiert und nicht zwingend als selbstbewusstes Drama von ihr abzugrenzen. Liturgisches Gewand und zeremonielle Bewegung waren in der Geschichte der Messfeier weit verbreitet, machten die religiöse Feier aber nicht deswegen theatralisch. In der Tat haben Theaterforscher der Nachkriegszeit festgestellt, dass performative Repräsentanz multidimensional und facettenreich sei. Die Forschung über Spiel, Ritual und Unterhaltung wurde so sehr vertieft, dass ein Rückbezug auf Youngs Thesen kaum haltbar erschien.
Karl Youngs wissenschaftlicher Nachlass, dessen Schwerpunkt auf dem liturgischen Spiel des Mittelalters liegt, ist ein Bestand in der Yale University Music Library.

## Bücher (in Auswahl)
- The Harrowing of Hell, Madison 1909.
- A Liturgical Play of Joseph and his Brethren, Baltimore 1911.
- The Origin of the Easter Play, Baltimore 1914.
- Officium pastorum. A Study of the Dramatic Developments within the Liturgy of Christmas, Madison 1914.
- The Drama of the Medieval Church, 2 Bände, Oxford 1933.